# François Pompon
François Pompon né le 9 mai 1855 à Saulieu (Côte-d'Or) et mort le 6 mai 1933 à Paris est un sculpteur français.
Il est connu du grand public pour ses sculptures animalières dont le style novateur se caractérise par la simplification des formes et des surfaces polies.

## Biographie

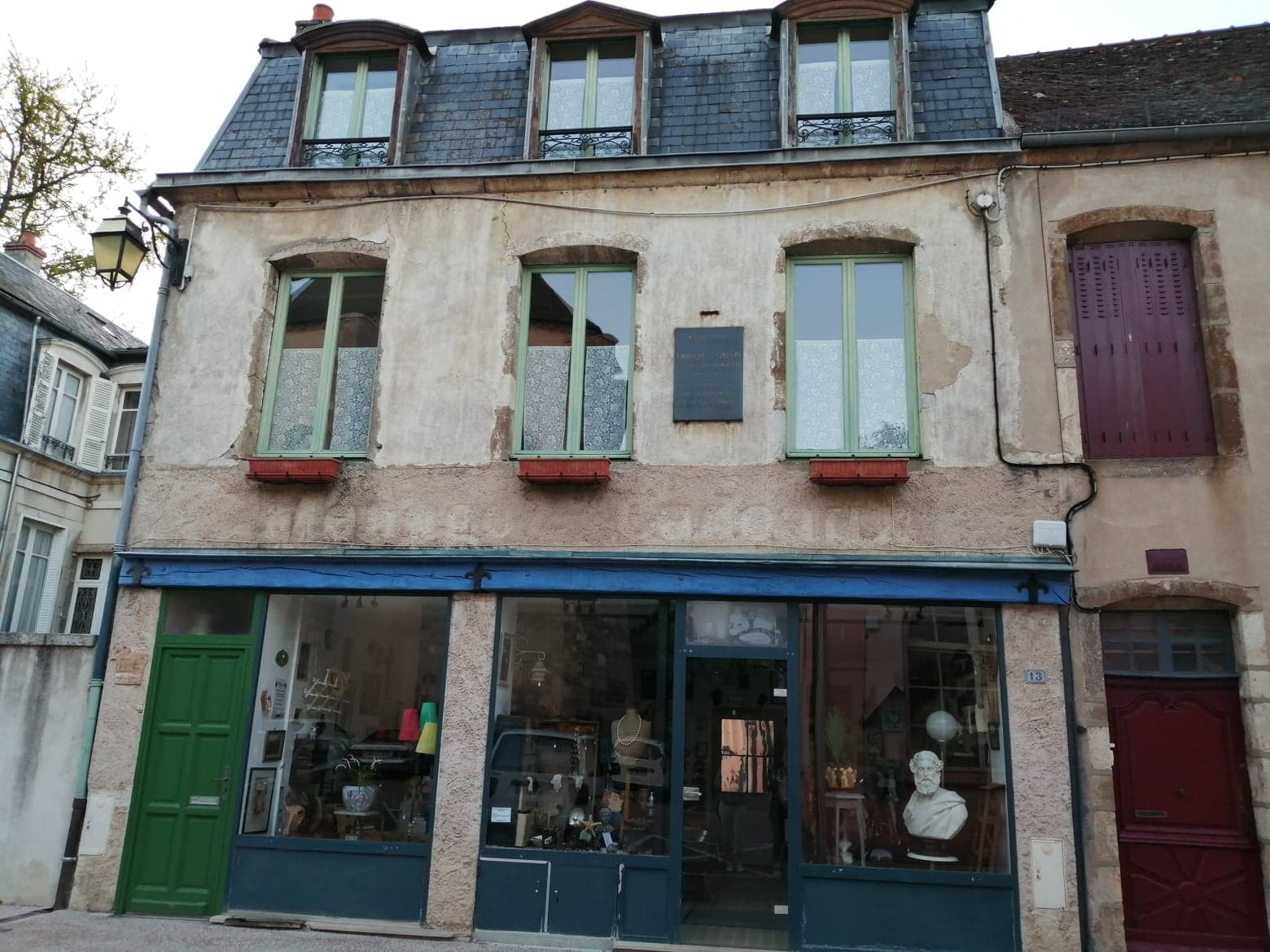
Maison natale de François Pompon à Saulieu.

François Pompon voit le jour à Saulieu, le 9 mai 1855, avec son  frère jumeau Hector (1855-1907). Il entre comme apprenti dans l'atelier de son père, Alban Pompon (1823-1907) qui était compagnon du devoir menuisier-ébéniste. Grâce à une bourse de cinquante francs obtenue par le curé, il part en 1870 pour Dijon où il devient apprenti tailleur de pierre chez un marbrier. Il suit les cours du soir de l'école des beaux-arts de Dijon, d'abord en architecture et en gravure avec Célestin Nanteuil, puis de sculpture avec François Dameron (1835-1900).
Après un court passage dans l'armée en 1875, Pompon arrive à Paris où il devient ouvrier marbrier dans une entreprise funéraire près du cimetière du Montparnasse. Il suit des cours du soir de la Petite École. Ses professeurs sont les sculpteurs Aimé Millet (1819-1891) et Pierre Louis Rouillard (1820-1881), également professeur d'anatomie, qui lui fera découvrir la ménagerie du Jardin des plantes.
Pompon débute au Salon de 1879 et, en 1880, travaille comme ornemaniste sur le chantier de reconstruction de l'hôtel de ville de Paris. En 1882, il épouse la couturière Berthe Vilain (1857-1921). Le couple emménage dans un atelier-logement au no 3 rue Campagne-Première à Paris.

### Le praticien

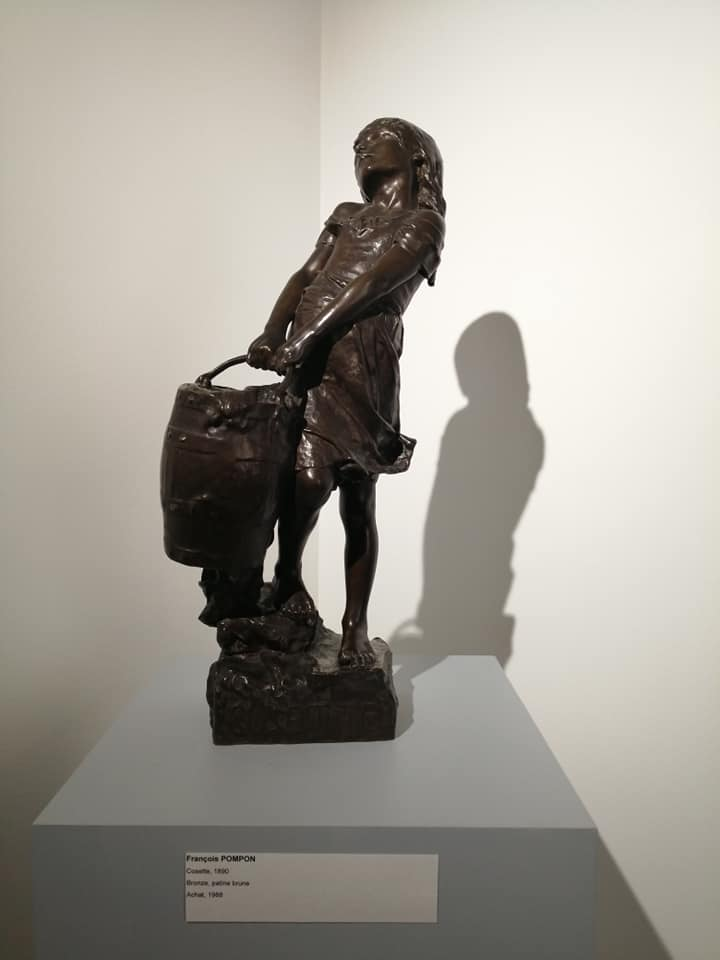
Cosette (1890), bronze, Saulieu, musée François-Pompon.

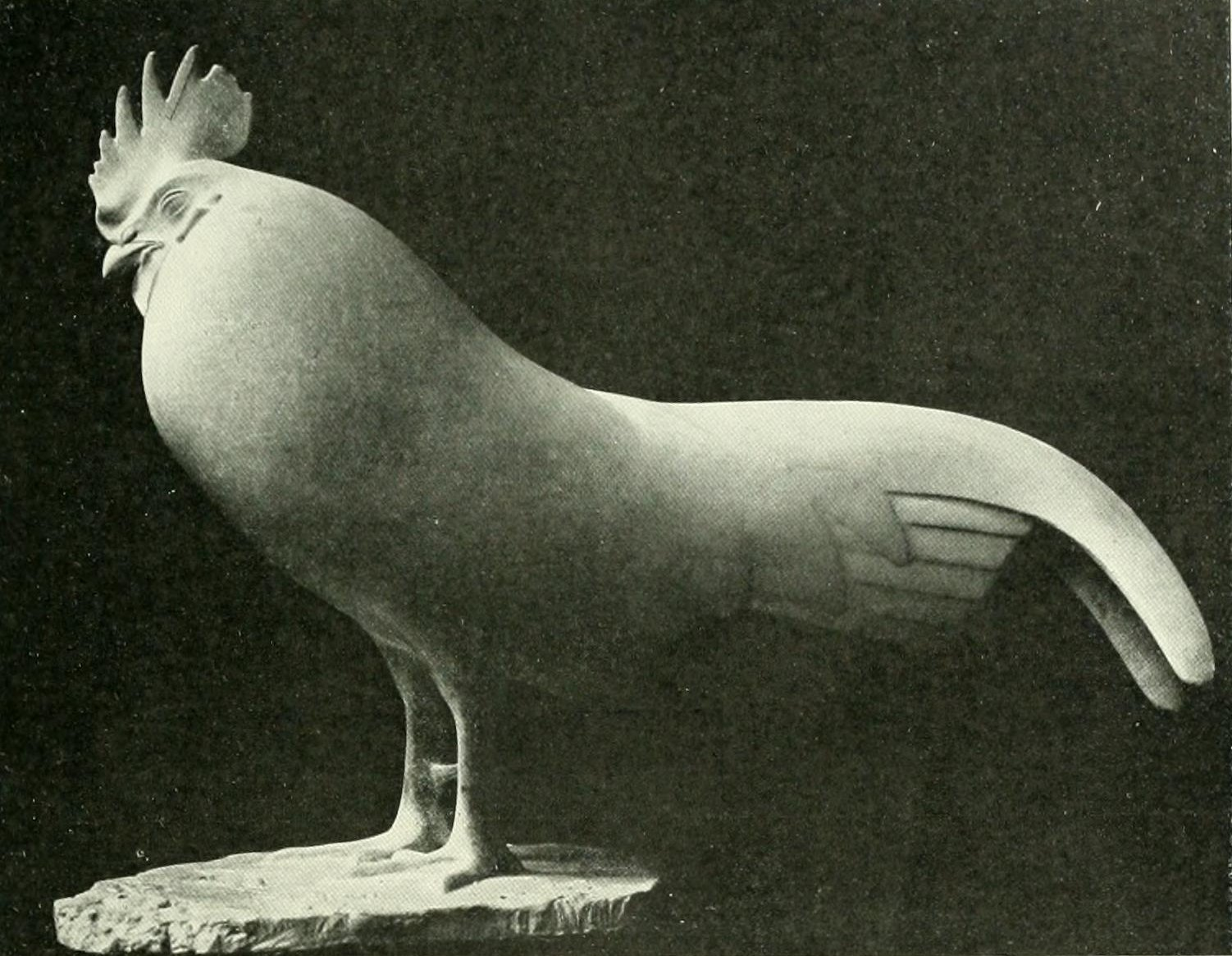
Coq dormant (1923), plâtre, Paris, Muséum national d'histoire naturelle.

En 1890, François Pompon entre dans l'atelier d'Auguste Rodin (1840-1917), où il travaille comme praticien au dépôt des marbres, rue de l'Université. Il gagne très vite la confiance du maître puisqu'il dirige l'atelier dès 1893. Son rôle d'alors se résume à  transmettre les comptes, payer les marbres et superviser les travaux. C'est dans ce même atelier qu'il fera  la connaissance d'Ernest Nivet et de Camille Claudel. Il a pendant longtemps exercé son métier de praticien pour d'autres sculpteurs comme Jean Dampt en 1885, Antonin Mercié en 1888, Alexandre Falguière en 1890, ou René de Saint-Marceaux de 1896 à 1914, ainsi que pour Camille Claudel,.
Pompon s'intéressait à l'art d'Extrême-Orient et il fut profondément marqué par le japonisme alors en vogue à l'époque. Il admirait aussi l'art égyptien exposé au musée du Louvre, comme le Taureau Apis, Horus ou Babouin. Sa première sculpture animalière connue représente un Lucane (1874). Son choix définitif de ne travailler que des animaux fut pris en 1905, alors que l'animal-sujet était dans l'air du temps, avec la diffusion des découvertes de civilisations primitives et préhistoriques dans les revues comme Le Premier Volume des albums Reiber (1877) et Le Japon artistique (1888-1891), les expositions universelles de Paris (1867, 1878 et 1889) et les bronzes animaliers orientaux rapportés à Paris par Henri Cernuschi dès 1873.
Pendant la Première Guerre mondiale, René de Saint-Marceaux disparaît en 1915, et Pompon, trop âgé pour être mobilisé, se retrouve sans travail. Sa femme Berthe est paralysée et ils ne peuvent donc plus aller dans leur petite maison de campagne à Cuy-Saint-Fiacre pour dessiner. Les animaux du jardin des plantes ayant été abattus, Pompon doit cesser son activité de sculpteur pour vivre de petits métiers : employé de la Samaritaine en 1916, puis ouvrier dans divers ateliers.

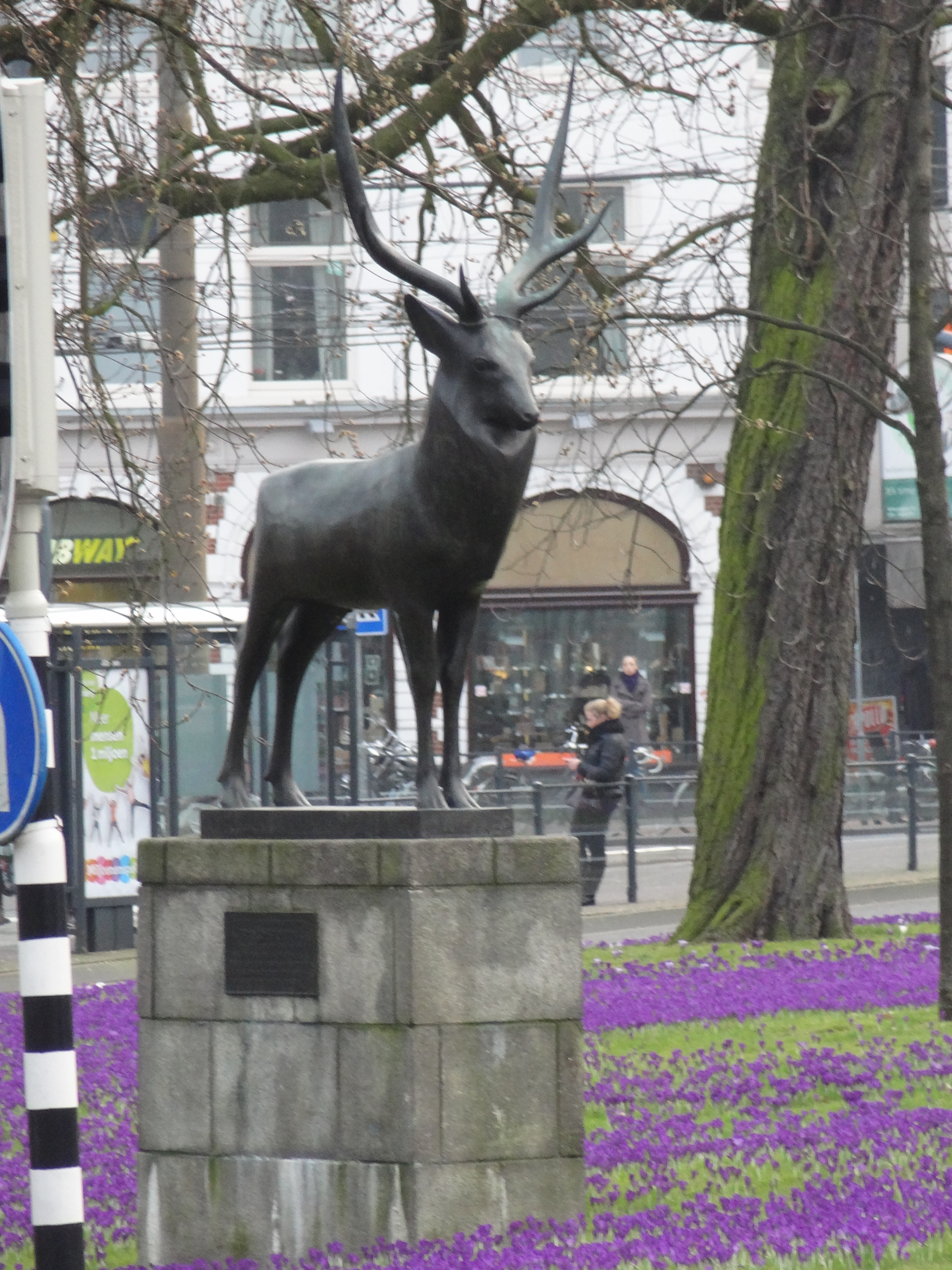
Le Grand Cerf (1929), bronze, Arnhem.

### Première grande œuvre et succès
En 1905, il prend définitivement le parti de simplifier la forme de ses sculptures. Il polit les surfaces et supprime les détails. Mais ce n'est qu'à partir de 1922 qu'il connaît une célébrité tardive en envoyant l’Ours blanc au Salon d'automne de cette année-là, où son œuvre tranche par son modernisme sur l'esthétique de la sculpture réaliste héritée du XIXe siècle.

### Disparition et postérité
Pompon meurt seul, veuf et sans descendance, le 6 mai 1933 à la suite d'une opération de la prostate, à la clinique Saint-Jean de Dieu, rue Oudinot dans le 7e arrondissement de Paris. Il est enterré le 10 mai à Saulieu, et repose sous son Condor en bronze. La Ville de Saulieu créa quelque temps après un musée François-Pompon, qui lui permet d'accéder à titre posthume à la reconnaissance de sa ville natale, lui qui avait été meurtri de n'avoir pas été sollicité pour le Monument aux morts de Saulieu en 1919, alors qu'il vivait dans la pauvreté. On reconstitue son atelier de la rue Campagne-Première au Muséum national d'histoire naturelle, dans l'attente des « dix ans pour entrer au Louvre ».
Le chanoine Kir, maire de Dijon, fit transférer l'atelier au palais des ducs de Bourgogne, à Dijon en 1948, malgré les protestations de son exécuteur testamentaire et ami René Demeurisse dès 1936 pour que l’œuvre reste à Paris.

## Distinctions
François Pompon est nommé chevalier de l'ordre national de la Légion d'honneur par décret du 9 avril 1925 et promu officier, du même ordre, par décret du 12 décembre 1932. Il est également officier d'Académie.

## Éditions en bronze
Les œuvres de François Pompon sont éditées par la Fonderie Hébrard jusqu'en 1922. Puis Pompon suit son chef d'atelier Claude Valsuani à qui il confie ses modèles lorsque celui-ci reprend la fonderie de son père au 74, rue des Plantes dans le 14e arrondissement de Paris.

## L'œuvre de François Pompon dans les collections publiques
Belgique

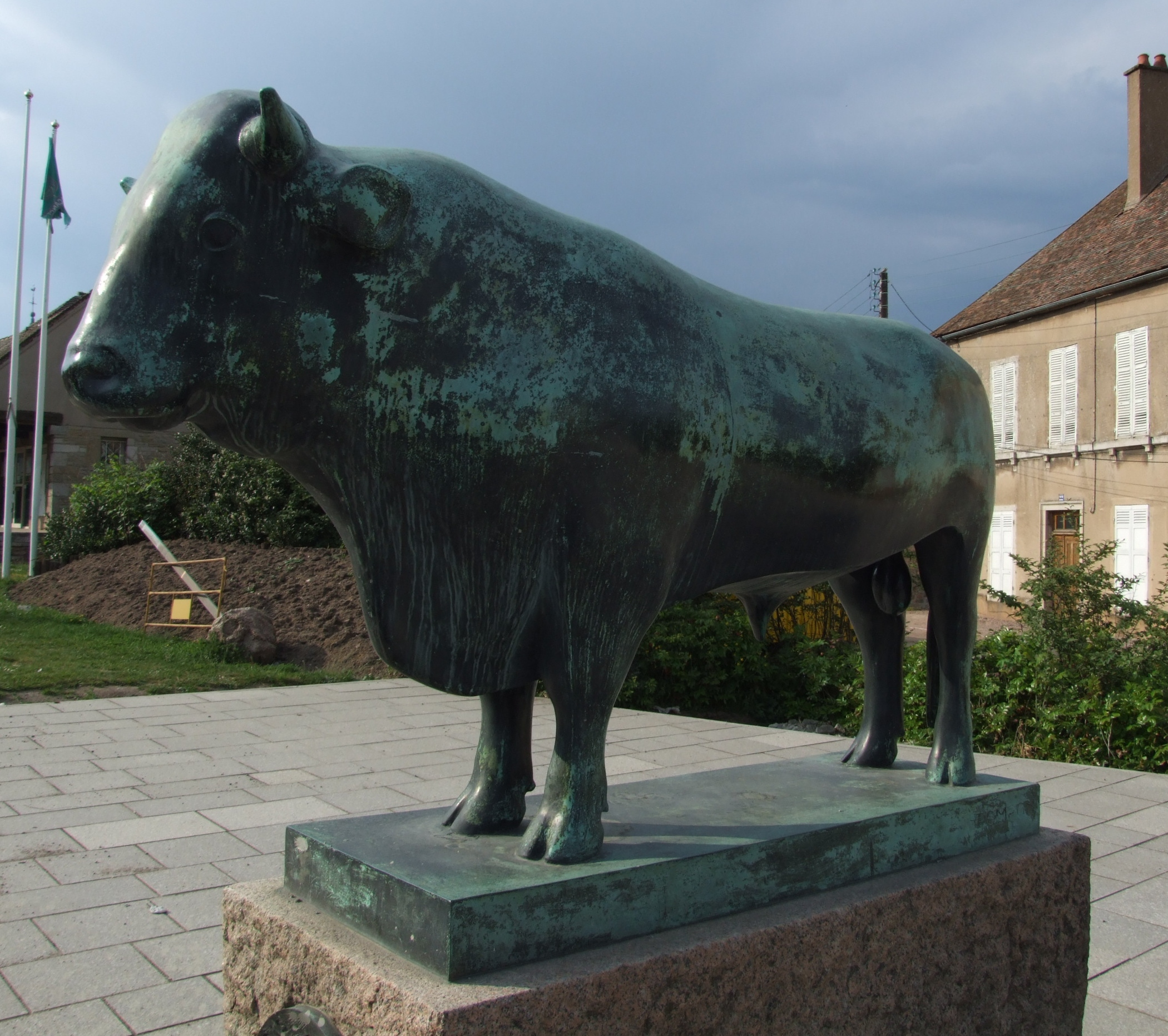
Taureau (1949), bronze, Saulieu.

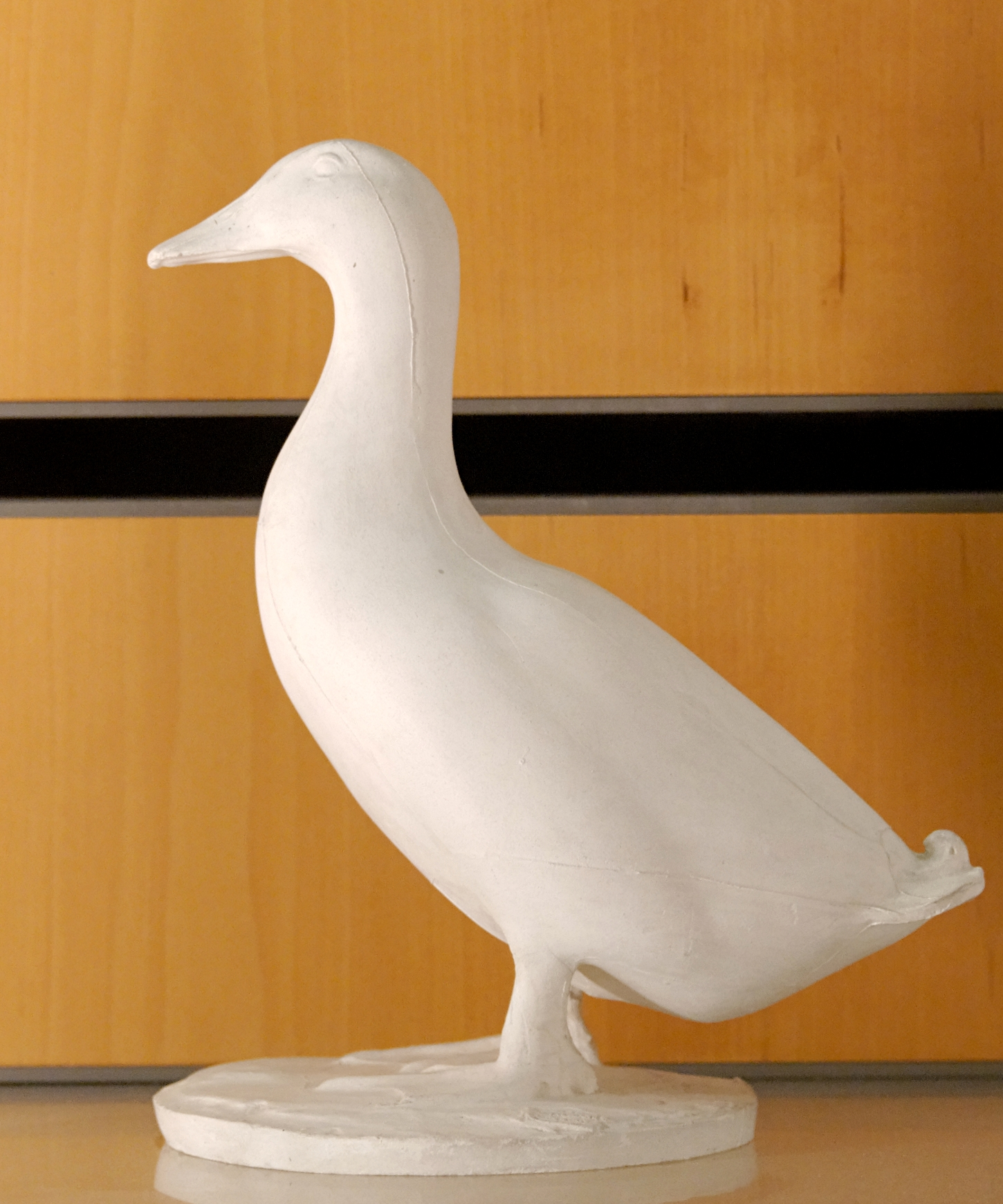
Canard (1934), plâtre, musée des Beaux-Arts de Lyon.

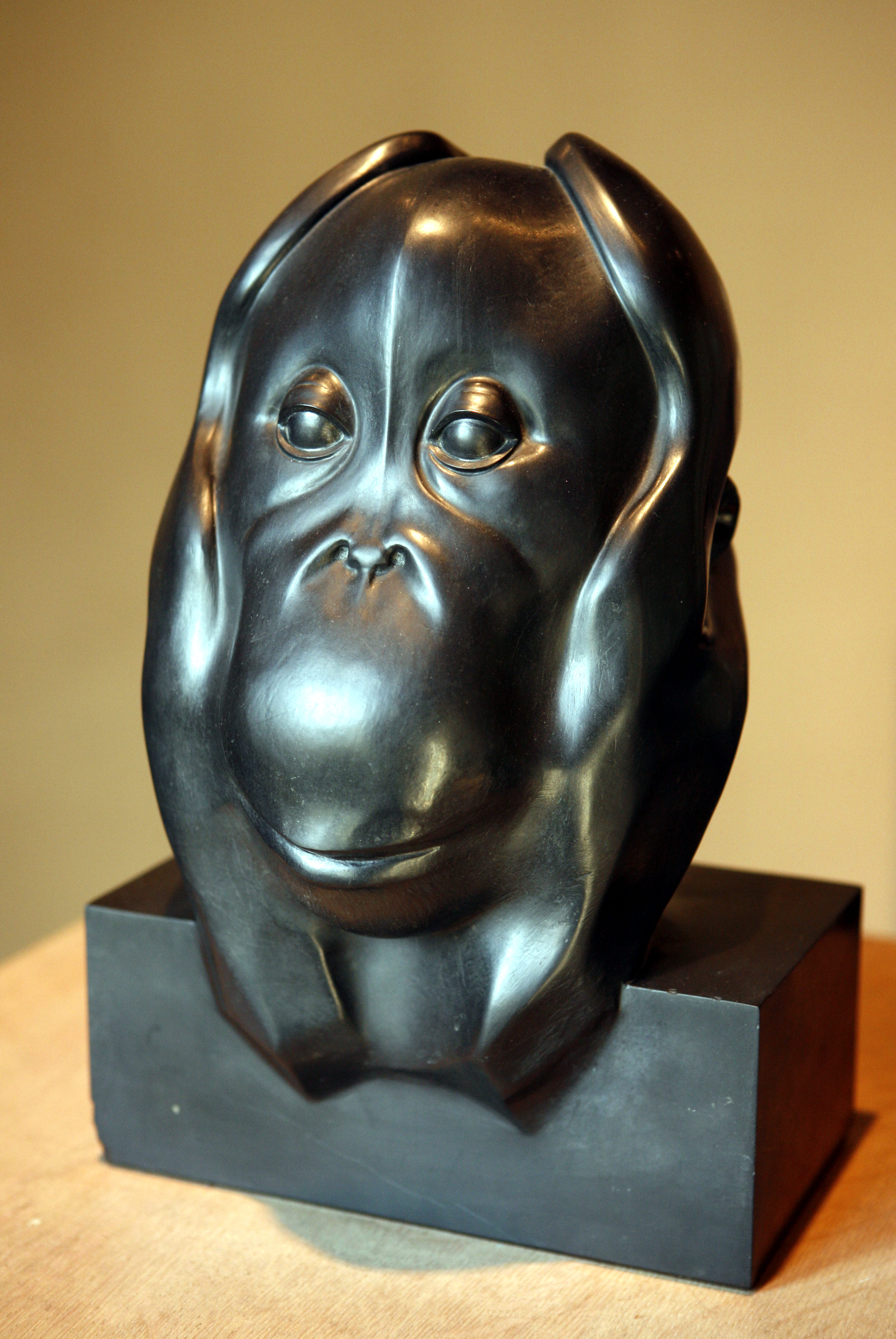
Tête d'Orang-outang (1930), marbre noir, musée des Beaux-Arts de Dijon.

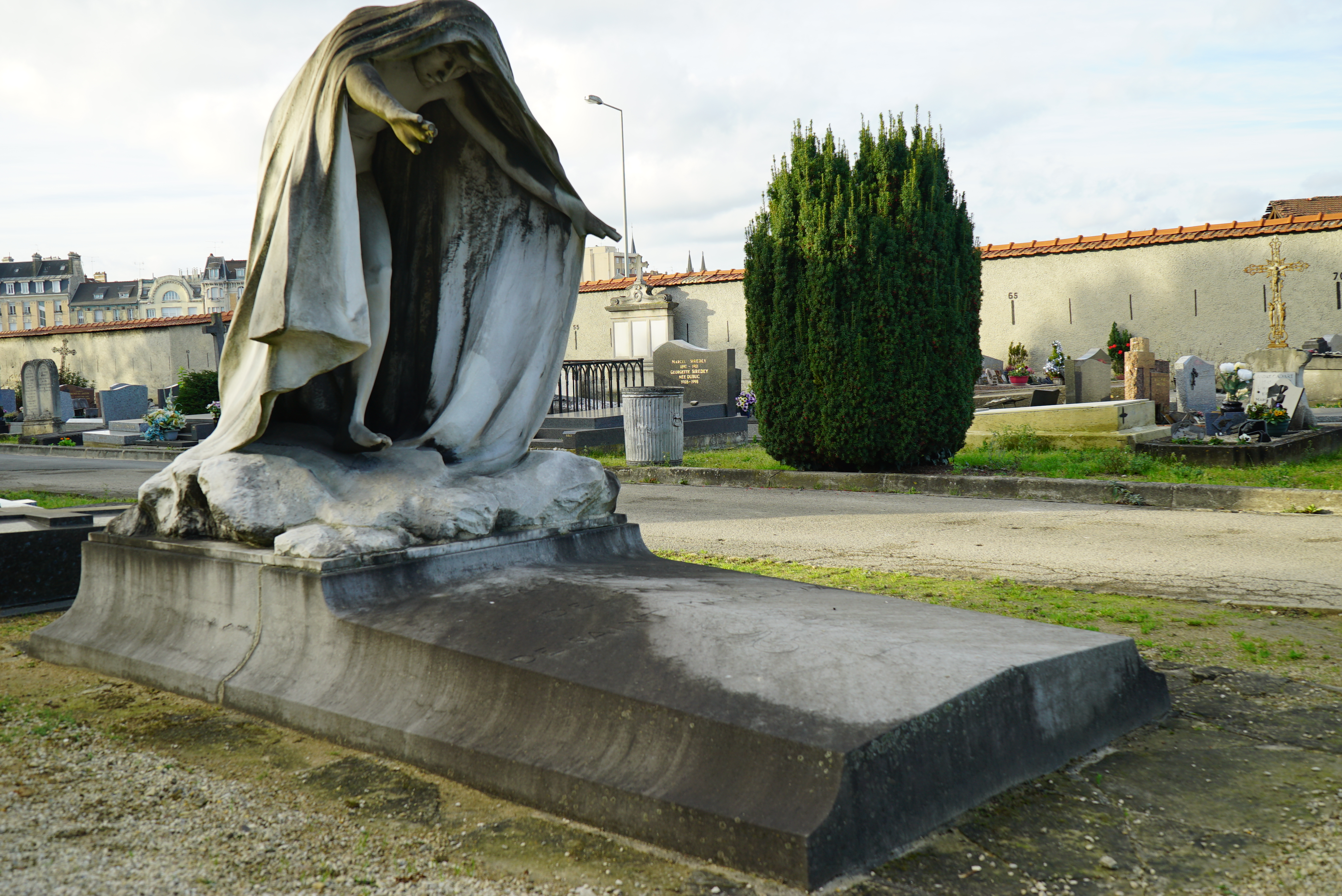
Sur le chemin de la vie (1907), Reims, cimetière du Nord.

- Anvers, musée de sculpture en plein air de Middelheim : Ours blanc, 1920-1922, pierre de Vilhonneur[8].

Pays-Bas
- Arnhem : Grand cerf, 1929, bronze.

États-Unis
- New York, Metropolitan Museum of Art : Ours blanc, 1923, marbre[9].

France
- Besançon, musée des Beaux-Arts et d'Archéologie : 14 plâtres, dont celui de l’Hippopotame.
- Cuy-Saint-Fiacre :
  - Monument aux Morts.
- Dijon :
  - musée des Beaux-Arts :
    - Lucane, 1874, terre cuite ;
    - Chouette, 1918, bronze ;
    - Ours blanc, 1922, marbre ;
    - Poule d'eau, 1923, bronze patine noire ;
    - Foulque, 1925-1930, bronze patine verte ;
    - Tête d'Orang-outang, 1930, marbre noir ;
    - Ara, 1930, plâtre ;
    - Grand cerf, bronze posthume.

  - jardin Darcy : Ours blanc, 1937, pierre de Lens.
- Grenoble, musée de Grenoble : 20 plâtres dont Ours brun, 1918-1926.
- Lyon, Musée des Beaux-Arts : 25 plâtres, dont Canard, 1934.
- Lille, Palais des Beaux-Arts : Statue, Le Transi, plâtre patiné.
- Nancy, musée des Beaux-Arts : Pélican, Poule d'eau, 1923, bronze.
- Nice, musée des Beaux-Arts : Grand cerf, 1929, bronze.
- Paris :
  - musée d'Orsay, 131 de ses sculptures dont :
    - Maman, 1892-1900, plâtre[10] ;
    - Alban Pompon en tenue de travail, 1892, plâtre[11] ;
    - Berthe Pompon, 1894, plâtre[12] ;
    - Femme au corset relevant sa chemise, 1894, plâtre[13] ;
    - René de Saint-Marceaux, 1900, plâtre[14] ;
    - Canard, 1907, bas-relief en plâtre[15] ;
    - Hippopotame, 1918-1931, bronze[16] ;
    - Grue cendrée, 1920, bronze[17] ;
    - Ours blanc, 1920, plâtre[18],[19] ;
    - Chouette, 1923, bronze[20] ;
    - Ours blanc, 1927, pierre de Lens[21],[22] ;
    - Grand cerf, 1929, plâtre.

  - Muséum national d'histoire naturelle, une quarantaine de sculptures de petit format et trois statues grandeur nature[23],[24], dont :
    - Hippopotame, plâtre ;
    - Ours blanc, statuette en plâtre[25].

  - musée de l'Homme : Ours blanc, retravaillé en 1927-1928, plâtre, sur le modèle du plâtre original de l'ours blanc conservé à Valenciennes[26].
  - musée Victor-Hugo : Cosette, 1888, plâtre.
  - Petit Palais : Ours brun, 1923-1933, bronze.
- Reims, cimetière du Nord : Sur le chemin de la vie, 1907, statue en marbre ornant la tombe des parents de René de Saint-Marceaux.
- Roubaix, La Piscine :
  - Ours blanc, 1922, plâtre ;
  - Grand cerf, 1929, bronze.

- Saulieu :

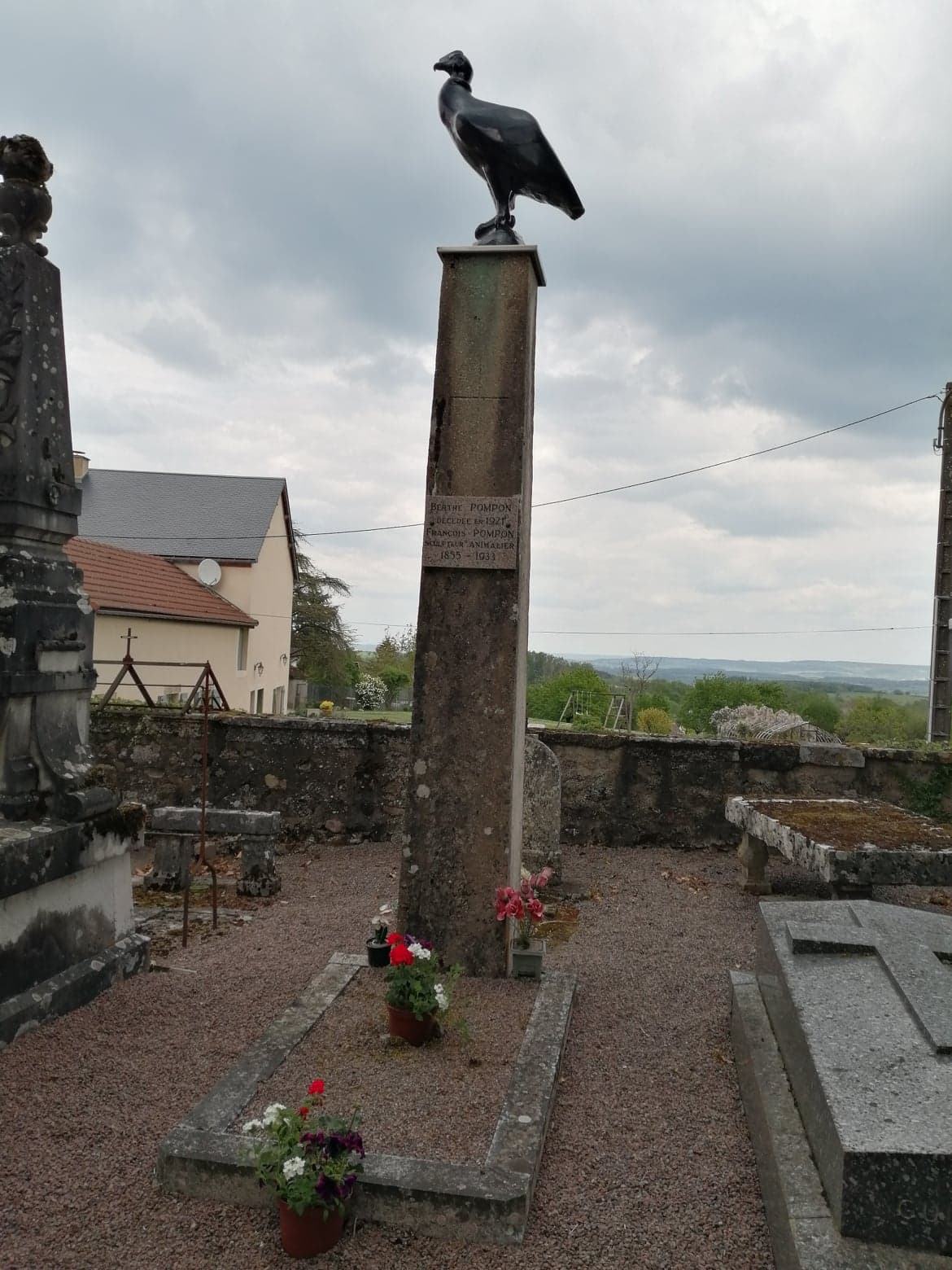
Condor (1923) ornant la tombe de Berthe et François Pompon, cimetière de Saulieu.

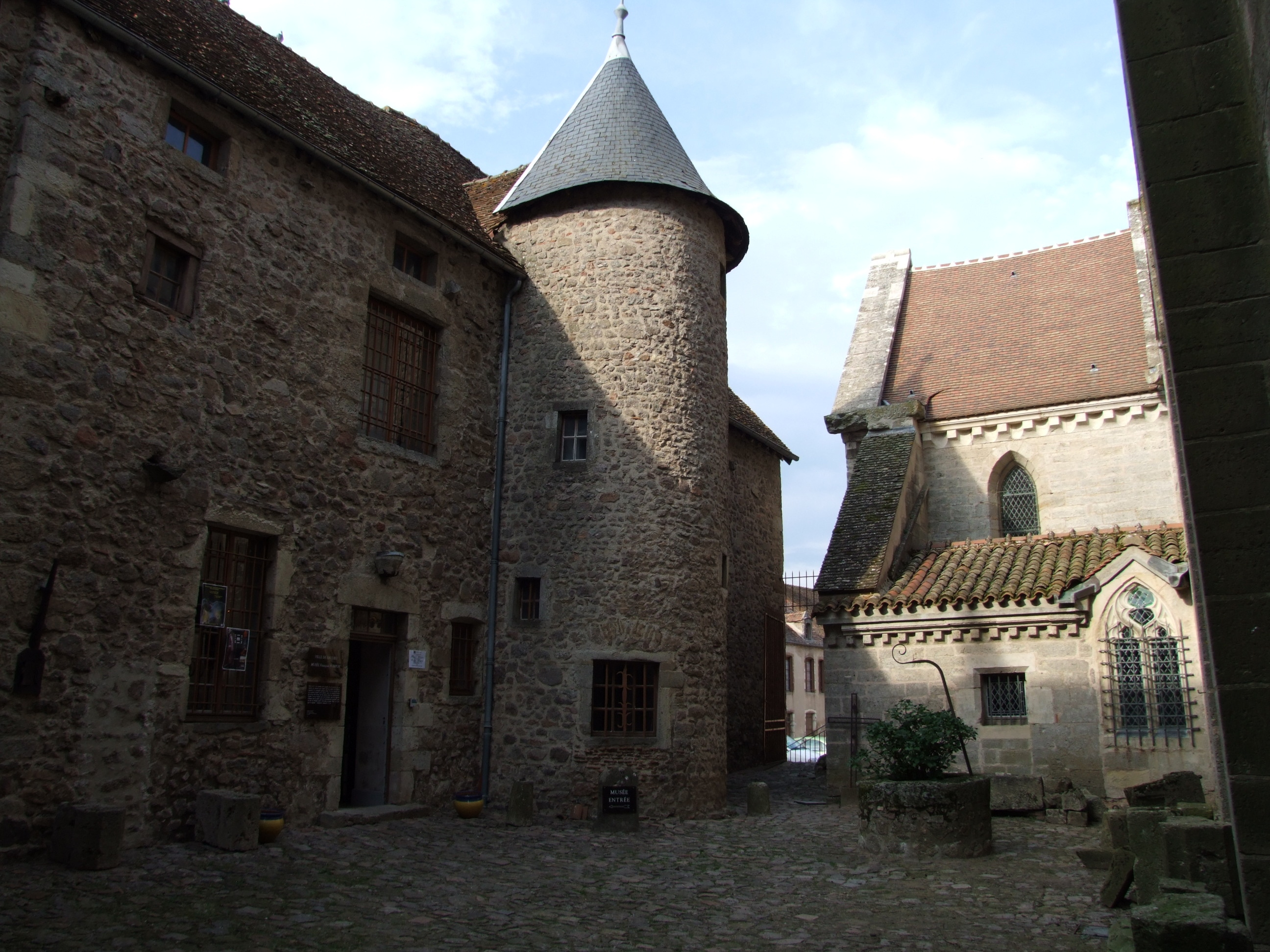
Musée François-Pompon, Saulieu.

  - cimetière de Saulieu : Condor, 1923, bronze, placé par François Pompon sur sa tombe et celle de son épouse.
  - musée François-Pompon :
    - Grande Panthère noire, 1929, plâtre ;
    - Pélican, 1925, plâtre ;
    - Sanglier, 1933, bronze ;
    - Pigeon au nid, 1926 ;
    - Faisan, 1933, plâtre ;
    - Tête ours blanc, 1930, bronze ;
    - Marabout, 1929, bronze.

  - place du Marché : Grand Taureau, ou Monument à Pompon, inauguré le 4 juin 1949, bronze.
  - square Alexandre Dumaine : Ours blanc, 2011, moulage en résine.
- Valenciennes, musée des Beaux-Arts : Ours blanc, 1922, plâtre original exposé au Salon d'automne de la même année.
- Vernon, musée Alphonse-Georges-Poulain :
  - Canard sur l'eau, vers 1922, bronze à patine noire ;
  - Marabout, 1926, bronze à patine noire ;
  - Pigeon boulant, 1927, pierre ;
  - Perdreau rouge, 1924-1931, bronze à patine rouge.
- Vire, musée de Vire :
  - Tourterelle, 1919, pierre lithographique ;
  - Grand Cerf, 1929, bronze ;
  - Grand Duc, 1929-1932, bronze ;
  - Goret, 1926-1930, bronze à patine brun rougeâtre.

#### Articles
- Yvanhoé Rambosson, « François Pompon », Art & Décoration,‎ 1932, p. 114-120 (lire en ligne).

#### Ouvrages
- Robert Rey, François Pompon, Paris, Crès, 1928.
- Catherine Chevillot, Liliane Colas et Anne Pingeot, Pompon (1855-1933), Paris, Gallimard/Electa - RMN, 1994, 248 p..  catalogue de l'exposition « Francois Pompon 1855-1933 : Le Retour du lisse », 17 octobre 1994-23 janvier 1995, avec la collaboration de Laure de Margerie.
- Marc Sellier, Pompon sculpteur, Réunion des musées nationaux, 1994  (ISBN 2711831663).